# Apogonia bicolor
Apogonia bicolor är en skalbaggsart som beskrevs av Kobayashi 2007. Apogonia bicolor ingår i släktet Apogonia och familjen Melolonthidae. Inga underarter finns listade i Catalogue of Life.